# Morning Glory (Texas)
Morning Glory è un census-designated place degli Stati Uniti d'America, situato nella contea di El Paso dello Stato del Texas.
La popolazione era di 651 persone al censimento del 2010. Fa parte dell'area metropolitana di El Paso.

## Geografia fisica
Morning Glory è situata a 31°34′03″N 106°12′50″W (31.567542, -106.213941).
Secondo lo United States Census Bureau, ha un'area totale di 1,1 miglia quadrate (2,8 km²).

## Società

### Evoluzione demografica
Secondo il censimento del 2000, c'erano 627 persone, 145 nuclei familiari e 140 famiglie residenti nella città. La densità di popolazione era di 585,1 persone per miglio quadrato (226,2/km²). C'erano 161 unità abitative a una densità media di 150,3 per miglio quadrato (58,1/km²). La composizione etnica della città era formata dall'88,68% di bianchi, lo 0,48% di nativi americani, il 10,53% di altre razze, e lo 0,32% di due o più etnie. Ispanici o latinos di qualunque razza erano il 96,33% della popolazione.
C'erano 145 nuclei familiari di cui il 66,9% aveva figli di età inferiore ai 18 anni, l'80,7% erano coppie sposate conviventi, l'11,0% aveva un capofamiglia femmina senza marito, e il 3,4% erano non-famiglie. Il 2,8% di tutti i nuclei familiari erano individuali e lo 0,7% aveva componenti con un'età di 65 anni o più che vivevano da soli. Il numero di componenti medio di un nucleo familiare era di 4,32 e quello di una famiglia era di 4,41.
La popolazione era composta dal 42,4% di persone sotto i 18 anni, il 10,4% di persone dai 18 ai 24 anni, il 28,2% di persone dai 25 ai 44 anni, il 15,2% di persone dai 45 ai 64 anni, e il 3,8% di persone di 65 anni o più. L'età media era di 23 anni. Per ogni 100 femmine c'erano 103,6 maschi. Per ogni 100 femmine dai 18 anni in giù, c'erano 97,3 maschi.
Il reddito medio di un nucleo familiare era di 31.154 dollari, e quello di una famiglia era di 30.096 dollari. I maschi avevano un reddito medio di 21.250 dollari contro i 13.750 dollari delle femmine. Il reddito pro capite era di 7.754 dollari. Circa l'8,9% delle famiglie e il 10,4% della popolazione erano sotto la soglia di povertà, incluso il 16,4% di persone sotto i 18 anni e nessuno di 65 anni o più.